# Красный Кут (Новосибирская область)
Кра́сный Кут — деревня в Купинском районе Новосибирской области России. Входит в состав Новоключевского сельсовета.

## География
Площадь деревни — 62 гектара.

## Население
| 2002 | 2007 | 2010 |
| ---- | ---- | ---- |
| 192  | ↗193 | ↘132 |

## Инфраструктура
В деревне по данным на 2007 год отсутствует социальная инфраструктура.